# Gurtnellen
Gurtnellen es una comuna suiza del cantón de Uri, situada en el centro del cantón, en la frontera de éste con el cantón de los Grisones. Limita al norte con Erstfeld, al este con Silenen, al sureste con Tujetsch (GR), al sur con Andermatt y Göschenen, y al oeste con Wassen.
La comuna incluye las localidades de Intschi, Butzen, Männigen, Platti, Buchen, Dorf y Wiler.